# 잠시드 이스칸데로프
잠시드 이스칸데로프(Жамшид Искандеров, 1993년 10월 16일 ~ )는 우즈베키스탄의 축구 선수로 포지션은 미드필더이며, 현재 우즈베키스탄 슈퍼리그의 PFC 나브바호르 나망간 소속이다.

## 선수 경력
2011년 FC 디나모 사마르칸트에서 프로 생활을 시작했다. 2011년 5월 28일 FC 키질쿰 자라프샨과의 리그 경기에서 프로 데뷔전을 치렀다.
2012시즌을 앞두고 FC 파흐타코르 타슈켄트에 입단했다. 2015년 3월, 2014시즌 올해의 우즈벡리그 선수상을 수상했다.
2019시즌을 앞두고 로코모티프 타슈켄트로 이적했다.
2020시즌을 앞두고 K리그1의 성남 FC에 입단했다.
2022시즌을 앞두고 성남 FC와의 계약 만료로 팀을 떠났으며, PFC 나브바호르 나망간으로 이적했다.

## 국가대표팀 경력
2013년 9월 6일 요르단 축구 국가대표팀과의 2014년 FIFA 월드컵 예선 경기에서 우즈베키스탄 국가대표팀 데뷔전을 치렀다.
2015년 AFC 아시안컵에 참여하는 우즈베키스탄 대표팀 명단에 포함되었다. 이스칸데로프는 이 대회에서 3경기에 출전했다.